# Bahnhof Großpostwitz
Der Bahnhof Großpostwitz, obersorbisch Dwórnišćo Budestecy, ist eine Eisenbahn-Betriebsstelle an der Bahnstrecke Bautzen–Bad Schandau und an der ehemals hier abzweigenden Strecke nach Löbau. Der Bahnhof befindet sich westlich des Ortskerns des sächsischen Ortes Großpostwitz.

## Geschichte

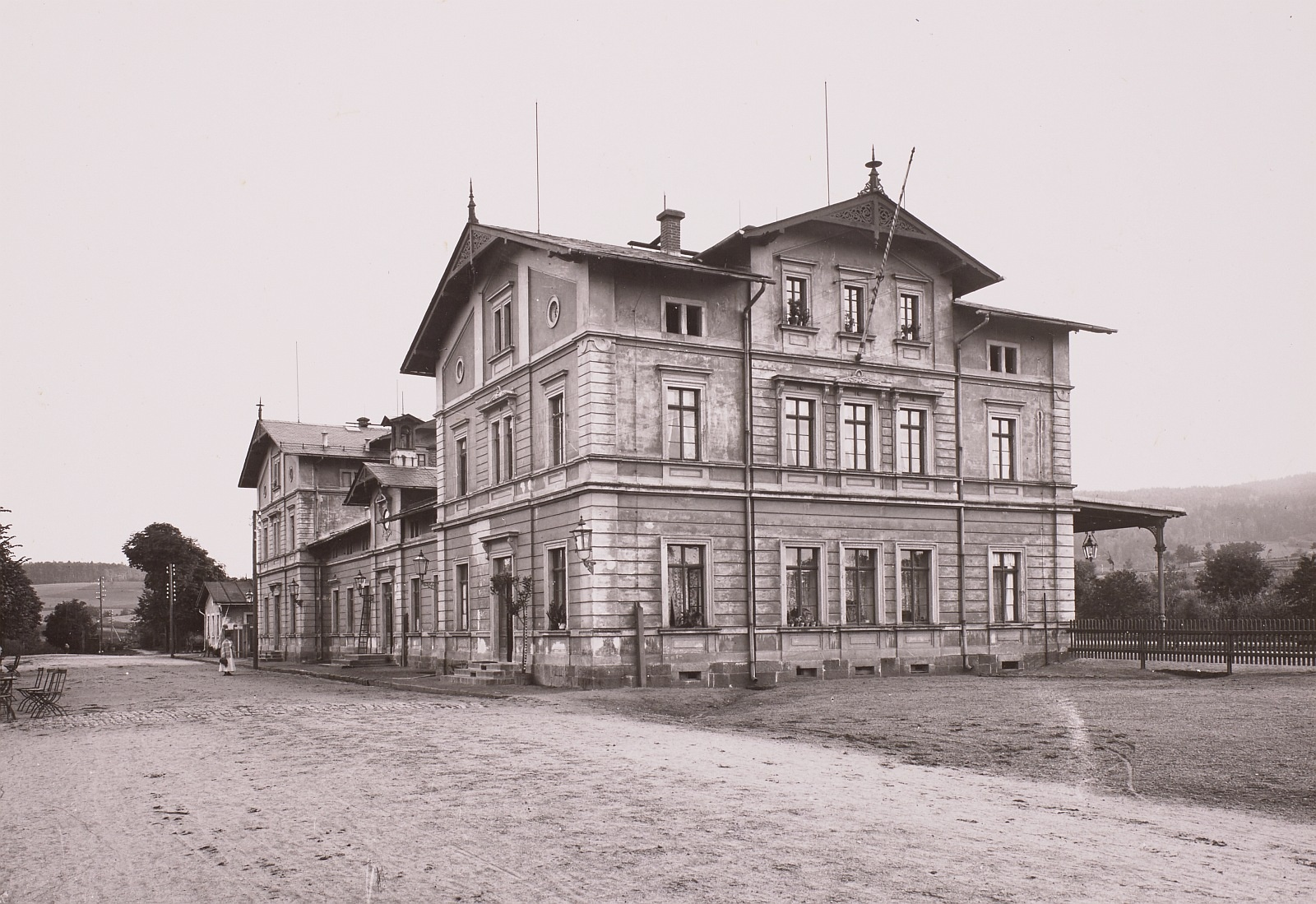
Empfangsgebäude, Straßenseite (um 1905)

Der Bahnhof Großpostwitz besteht seit der Eröffnung der Bahnstrecke Bautzen–Bad Schandau am 10. November 1877. Das Empfangsgebäude entspricht weiteren derartigen Bauten, die an der Süd-Lausitzer Bahn errichtet wurden. Die Bahnhofsanlage mit fünf parallelen Gleisen gleicht der in Schirgiswalde.
Mit dem Bau der Strecke Großpostwitz–Cunewalde 1889/90 entstand auf der Nordseite ein Lokschuppen für die Lokomotiven der Sekundärbahn. Der Streckenabzweig selbst wurde wegen Platzmangels außerhalb des Bahnhofes auf freier Strecke eingerichtet (Abzw Großpostwitz).
Seit etwa 1890 befand sich im Bahnhofsbereich die Anschlussbahn einer Dampfziegelei, die zuletzt vom Großhandelsgesellschaft (GHG) Haushaltwaren genutzt wurde.
Seit der Stilllegung der Strecke Großpostwitz–Löbau am 15. August 1998 und der Strecke Bautzen–Bad Schandau am 16. Juni 2007 findet in Großpostwitz kein Zugverkehr mehr statt.
Das 1877 errichtete Empfangsgebäude wurde bis 2004 genutzt, seit 2011 befindet es sich im Besitz der Gemeinde. Es ist ein Kulturdenkmal nach dem Gesetz zum Schutz und zur Pflege der Kulturdenkmale im Freistaat Sachsen.
Im Mai 2018 brannte Stellwerk 2 infolge Brandstiftung aus.
Das Empfangsgebäude wurde für den Eisenbahnbetrieb bis 2004 genutzt. Von 2019 bis 2022 wurde es als Verwaltungssitz der beiden Gemeinden Großpostwitz und Obergurig umgebaut und im März 2022 eröffnet.